# FameLab

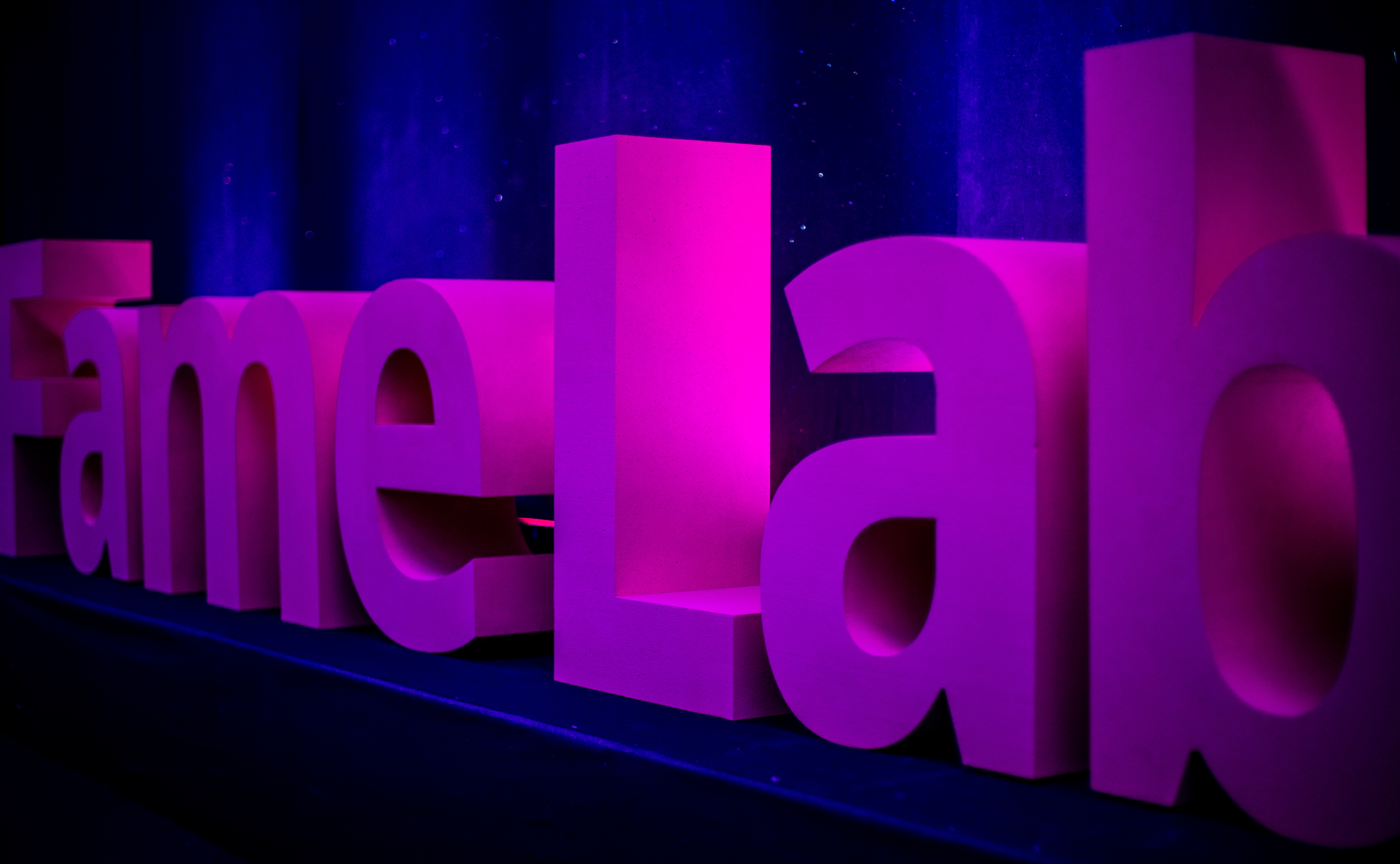
Logo FameLab Poland

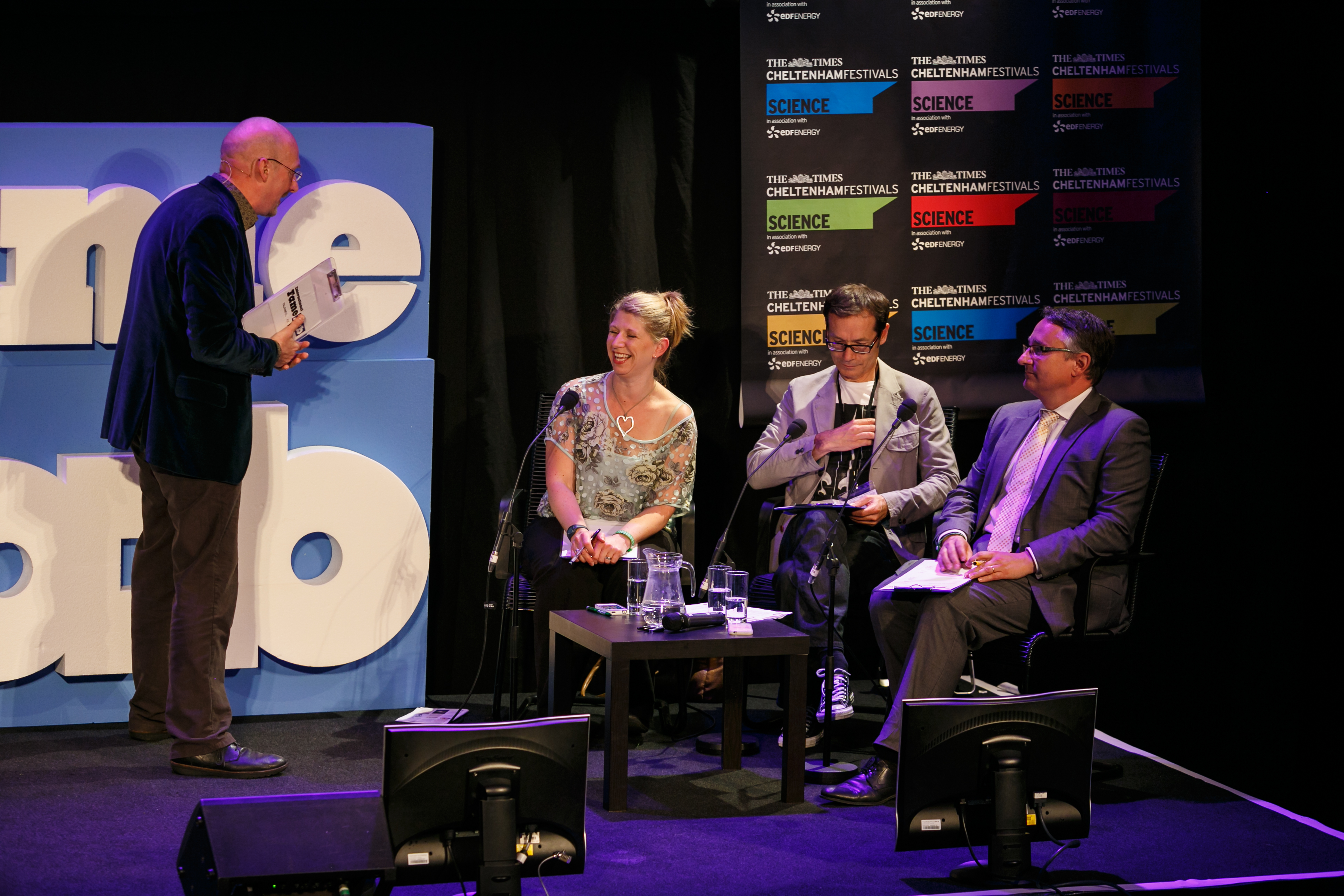
Półfinał FameLab UK, 2014 r.

FameLab – międzynarodowy konkurs skierowany do studentów, naukowców oraz osób zajmujących się zastosowaniem nauki w życiu codziennym. Uczestnicy stają na scenie, aby w formule talking science przedstawić publiczności wybrane przez siebie zagadnienie naukowe.

## Historia
Konkurs FameLab powstał w 2005 roku w miejscowości Cheltenham w Wielkiej Brytanii, jako część Cheltenham Science Festival. W roku 2007 partnerem konkursu została Fundacja British Council. Dzięki temu partnerstwu konkurs zyskał kontekst globalny i zaczął być organizowany w wielu krajach na całym świecie. W 2015 roku konkurs był już organizowany w 30 krajach.

## Kryteria oceniania
Wystąpienia uczestników ocenia jury według trzech kryteriów:
1)    Content (poprawność pod względem merytorycznym): Treść wystąpienia musi być zgodna z obecną wiedzą naukową. Jeżeli prezentowany temat dotyczy zagadnień z zakresu współczesnej nauki, co do których nie ma jeszcze pełnej, ugruntowanej wiedzy, lub powszechnej zgody co do interpretacji posiadanych wyników, uczestnik/-czka w czasie swojego wystąpienia musi przedstawić różne punkty widzenia i interpretacje w danym temacie. Wybrany do zaprezentowania temat naukowy powinien być tak dobrany, aby był interesujący dla publiczności.
2)    Clarity (jasność przekazu): Jasność przekazu jest kluczowa dla efektywnej komunikacji naukowej. Struktura wystąpienia jest ważna; tak samo jak przygotowanie wypowiedzi w taki sposób, aby jury i widzowie mogli nadążać za wątkiem wypowiedzi, oraz zrozumieć główny przekaz merytoryczny. Wystąpienie powinno być skierowane do publiczności dorosłej (w tym młodzieży) składającej się z osób niebędących specjalistami.

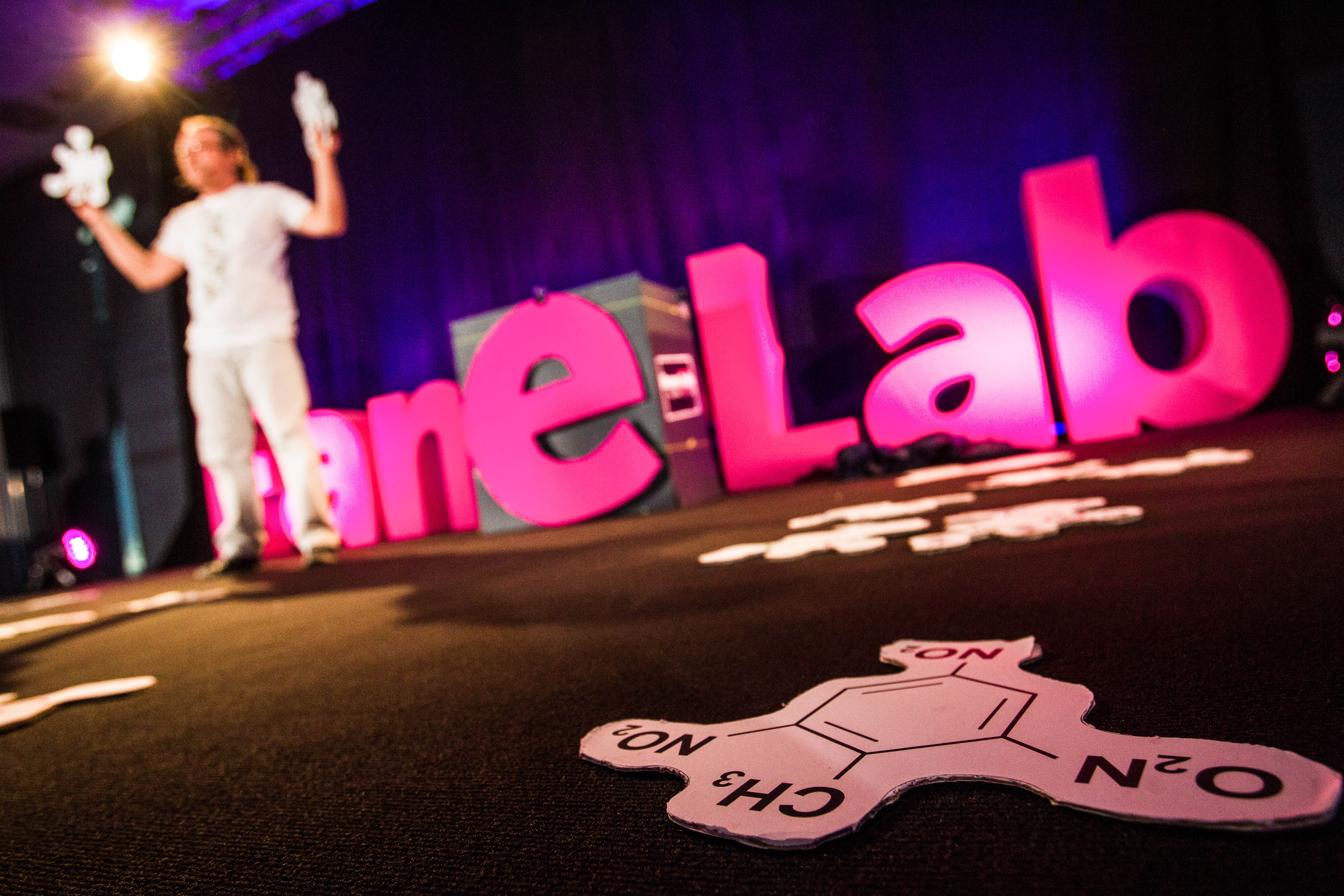
FameLab Poland, półfinały 2019 r.

3)    Charisma (charyzma uczestnika/-czki oraz atrakcyjność wystąpienia): Wystąpienie powinno inspirować i wzbudzać ciekawość widzów oraz jury w obszarze prezentowanych zagadnień naukowych. Występujący muszą cechować się charyzmą i zdolnościami retorycznymi. Najlepiej oceniane wystąpienia w tej kategorii muszą cechować się atrakcyjnym stylem ułatwiającym odbiór treści naukowych. Ponadto, zapewniającym rozrywkę i ekscytującym. 

## FameLab Poland

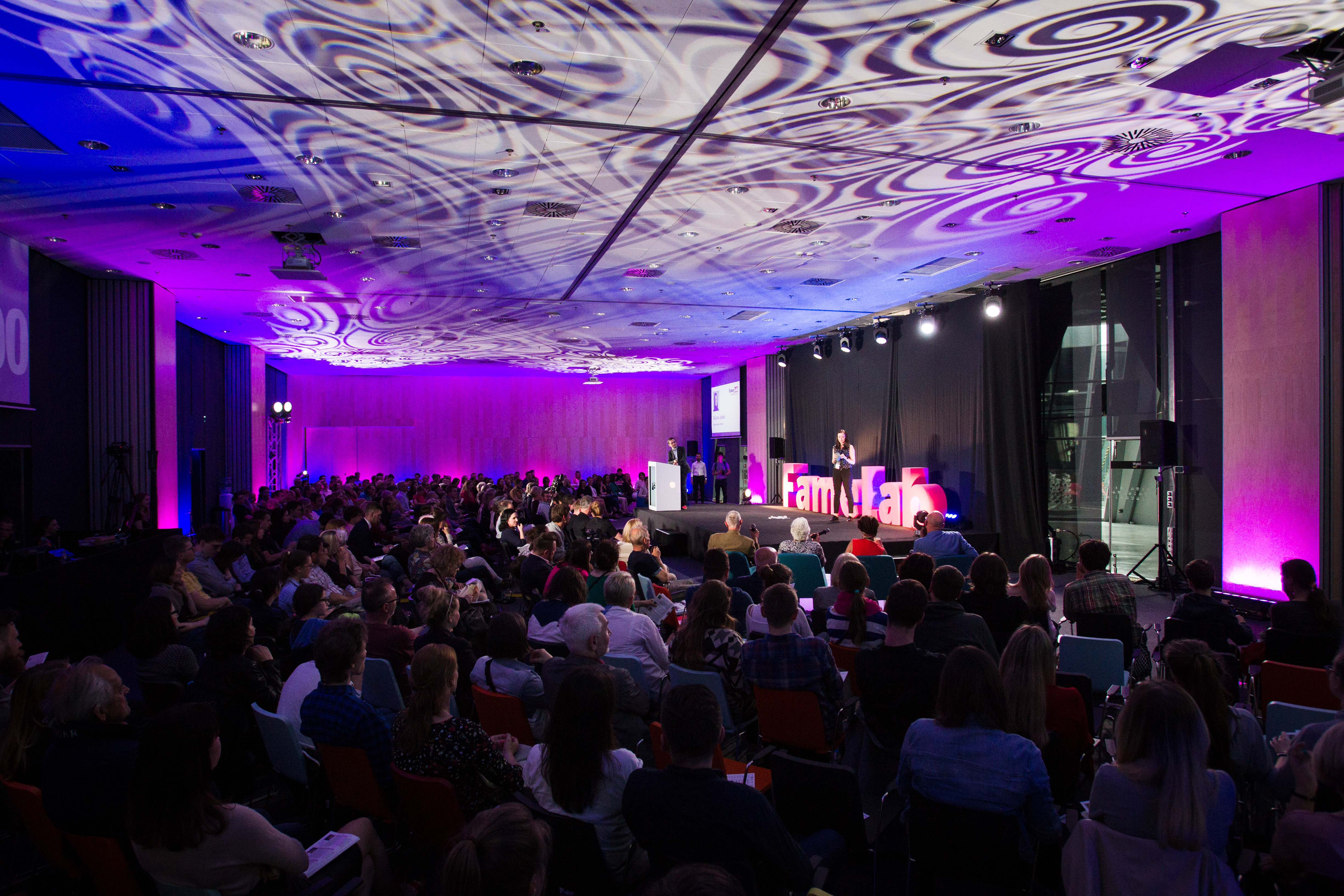
FameLab Poland, finał w Centrum Nauki Kopernik, 2018 r.

Polska edycja konkursu FameLab jest realizowana od 2012 roku. Współorganizatorami konkursu w Polsce są Centrum Nauki Kopernik i Fundacja British Council.
Polska edycja konkursu składa się z kilku etapów:
1. Nadsyłanie zgłoszeń – osoby chętne do wzięcia udziału w konkursie zgłaszają się poprzez nadesłanie formularza oraz nagranego przez nich filmu, na którym prezentują wybrane przez siebie zagadnienie naukowe
2. Preselekcja – spośród nadesłanych zgłoszeń komisja preselekcyjna wybiera półfinalistów konkursu
3. Półfinał – odbywa się w Centrum Nauki Kopernik. Półfinaliści przedstawiają na scenie trzyminutowe wystąpienia dotyczące wybranego zagadnienia naukowego. Wystąpienia oceniane są przez jury, które wybiera dziesięcioro finalistów konkursu
4. Szkolenie MasterClass – trzydniowe szkolenie dla finalistów konkursu. Szkolą się oni z zakresu komunikacji naukowej, autoprezentacji i wystąpień publicznych pod okiem trenerów z Polski i Wielkiej Brytanii

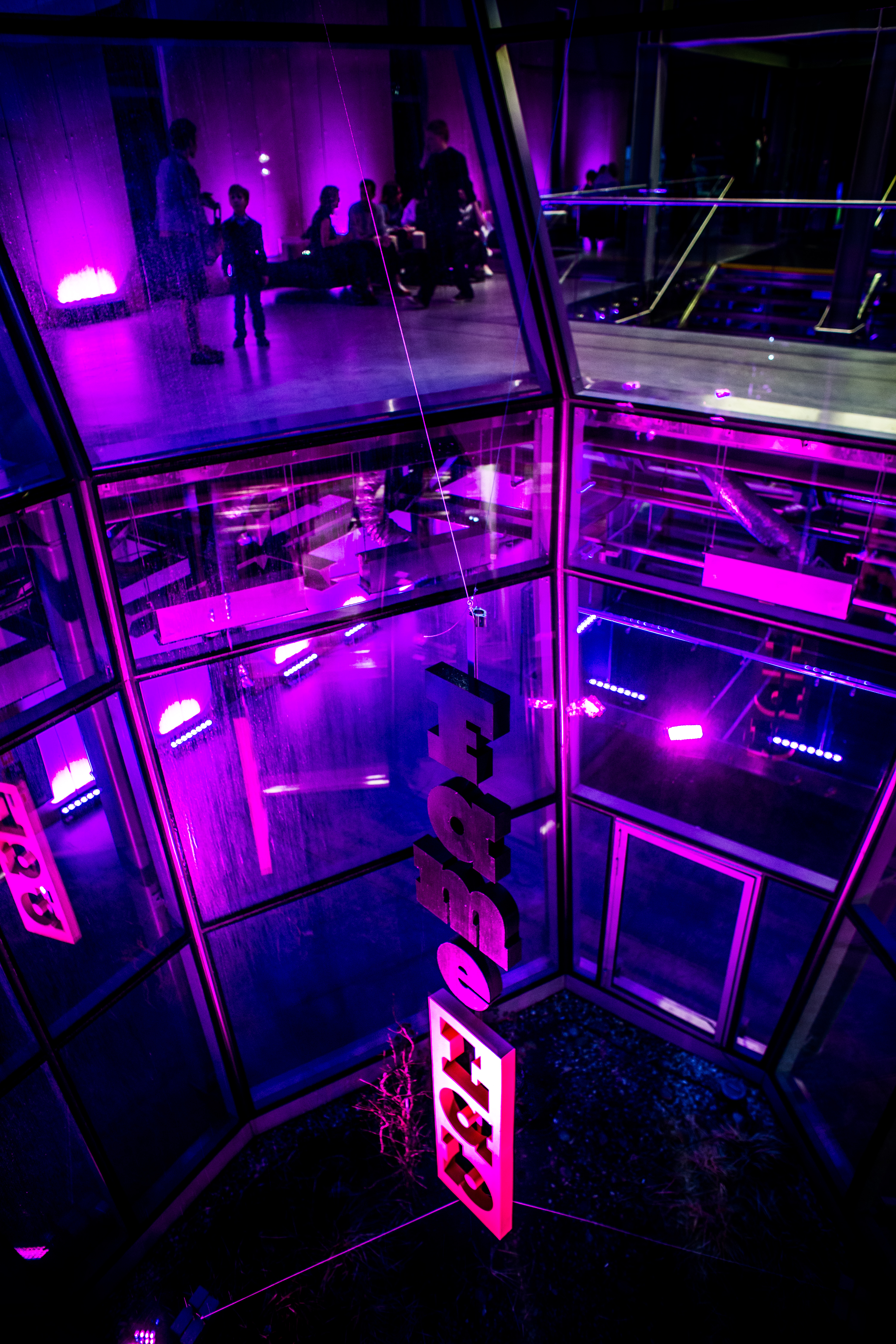
FameLab Poland, finał w 2016, Centrum Nauki Kopernik

5. FameLab Poland, finał w 2016, Centrum Nauki KopernikFinał krajowy – odbywa się w Centrum Nauki Kopernik. Finaliści ponownie przedstawiają na scenie trzyminutowe wystąpienie dotyczące wybranego zagadnienia naukowego. Wystąpienia ocenia jury i wybiera laureatów konkursu.
6. Finał międzynarodowy – zwycięzca lub zwyciężczyni polskiej edycji konkursu FameLab reprezentuje Polskę podczas międzynarodowego finału konkursu odbywającego się na Cheltenham Science Festival.

| Edycja | Data finału         | Zwycięzca                               | Tytuł wystąpienia finałowego                  |
| ------ | ------------------- | --------------------------------------- | --------------------------------------------- |
| 1.     | 19 maja 2012 r.     | dr Monika Koperska                      | Idee zatrzymane w czasie                      |
| 2.     | 11 maja 2013 r.     | dr Marcin Stolarski                     | Mordercza natura Wielkich                     |
| 3.     | 10 maja 2014 r.     | dr Joanna Bagniewska                    | Jądra ciemności. Co grozi mężczyźnie nocą?    |
| 4.     | 25 kwietnia 2015 r. | dr Szymon Drobniak                      | Genu nie wydłubiesz, czyli żony – intrygantki |
| 5.     | 16 kwietnia 2016 r. | lek. Karolina Nowak                     | Słuchaj uchem, a nie brzuchem                 |
| 6.     | 13 maja 2017 r.     | dr hab. Tomasz Sulej                    | Skamieniałe odchody – skarbiec paleontologów  |
| 7.     | 19 maja 2018 r.     | Ruth Dudek-Wicher                       | Naukowcy „dają w kość”                        |
| 8.     | 18 maja 2019 r.     | dr hab. n. med. Ewelina Sielska-Badurek | Czy śpiewać każdy może?                       |
| 9.     | 25 kwietnia 2021    | dr inż. Jerzy Łątka                     | Zamieszkać w kartonie                         |